# واینبرگن
واینبرگن (به آلمانی: Weinbergen) یک شهر در آلمان است که در اونستروت-هاینیش واقع شده‌است. واینبرگن ۳٬۲۶۸ نفر جمعیت دارد.